# Bằng chứng (luật pháp)
Luật bằng chứng, luật chứng cứ còn được gọi là quy tắc chứng cứ, bao gồm các quy tắc và nguyên tắc pháp lý chi phối bằng chứng về sự kiện trong một thủ tục tố tụng. Các quy tắc này xác định bằng chứng nào phải hoặc không được xem xét bởi bộ ba thực tế trong việc đưa ra quyết định của mình. Bộ ba thực tế là một thẩm phán trong phiên tòa, hoặc bồi thẩm đoàn trong bất kỳ trường hợp nào liên quan đến bồi thẩm. Luật chứng cứ cũng liên quan đến lượng tử (số lượng), chất lượng và loại bằng chứng cần thiết để thắng thế trong vụ kiện. Các quy tắc khác nhau tùy thuộc vào địa điểm là một tòa án hình sự, tòa án dân sự hoặc tòa án gia đình, và chúng khác nhau tùy theo thẩm quyền.
Số lượng bằng chứng là số lượng bằng chứng cần thiết; chất lượng của bằng chứng là bằng chứng như vậy nên được xem xét với độ tin cậy ra sao. Quy tắc quan trọng chi phối việc chấp nhận bằng chứng bao gồm tin đồn, xác thực, phù hợp, đặc quyền, nhân chứng, ý kiến, bằng chứng chuyên môn, xác định và quy tắc của vật chứng. Có nhiều tiêu chuẩn chứng cứ hoặc tiêu chuẩn cho thấy bằng chứng phải mạnh đến mức nào để đáp ứng gánh nặng pháp lý của bằng chứng trong một tình huống nhất định, từ nghi ngờ hợp lý đến phản ứng trước bằng chứng, bằng chứng rõ ràng và thuyết phục hoặc vượt quá sự nghi ngờ hợp lý.
Có một số loại bằng chứng, tùy thuộc vào hình thức hoặc nguồn. Bằng chứng chi phối việc sử dụng lời khai (ví dụ: tuyên bố bằng miệng hoặc bằng văn bản, chẳng hạn như bản khai), tang vật (ví dụ: vật thể), bằng chứng tài liệu hoặc bằng chứng chứng minh, có thể được chấp nhận (ví dụ, được phép xem xét bởi bộ ba thực tế, chẳng hạn như bồi thẩm đoàn) trong một thủ tục tố tụng tư pháp hoặc hành chính (ví dụ: tòa án của pháp luật).
Khi tranh chấp, cho dù liên quan đến vấn đề dân sự hay hình sự, khi đến tòa án, sẽ luôn có một số vấn đề mà một bên sẽ phải chứng minh để thuyết phục tòa án tìm ra lợi ích của mình. Luật pháp phải đảm bảo các hướng dẫn nhất định được đặt ra để đảm bảo rằng bằng chứng được đưa ra tòa án có thể được coi là đáng tin cậy.